# Orthosiphon
Orthosiphon là một chi thực vật có hoa trong họ Hoa môi (Lamiaceae).

## Hình ảnh

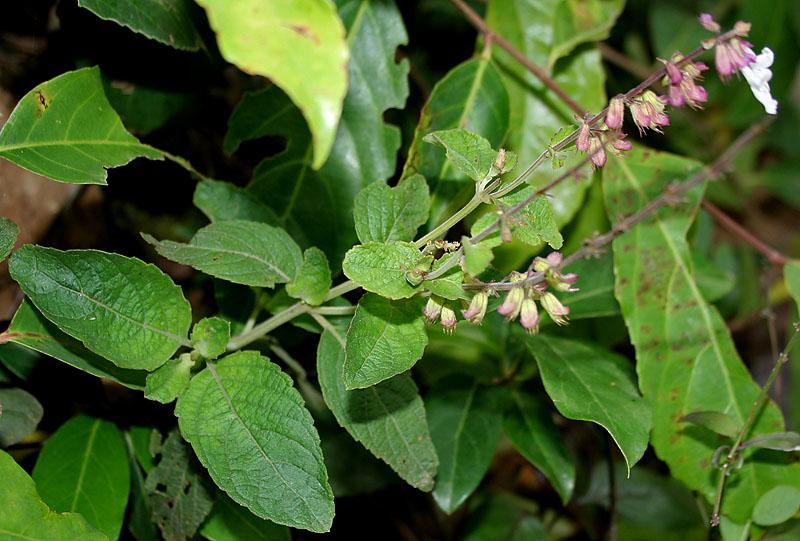
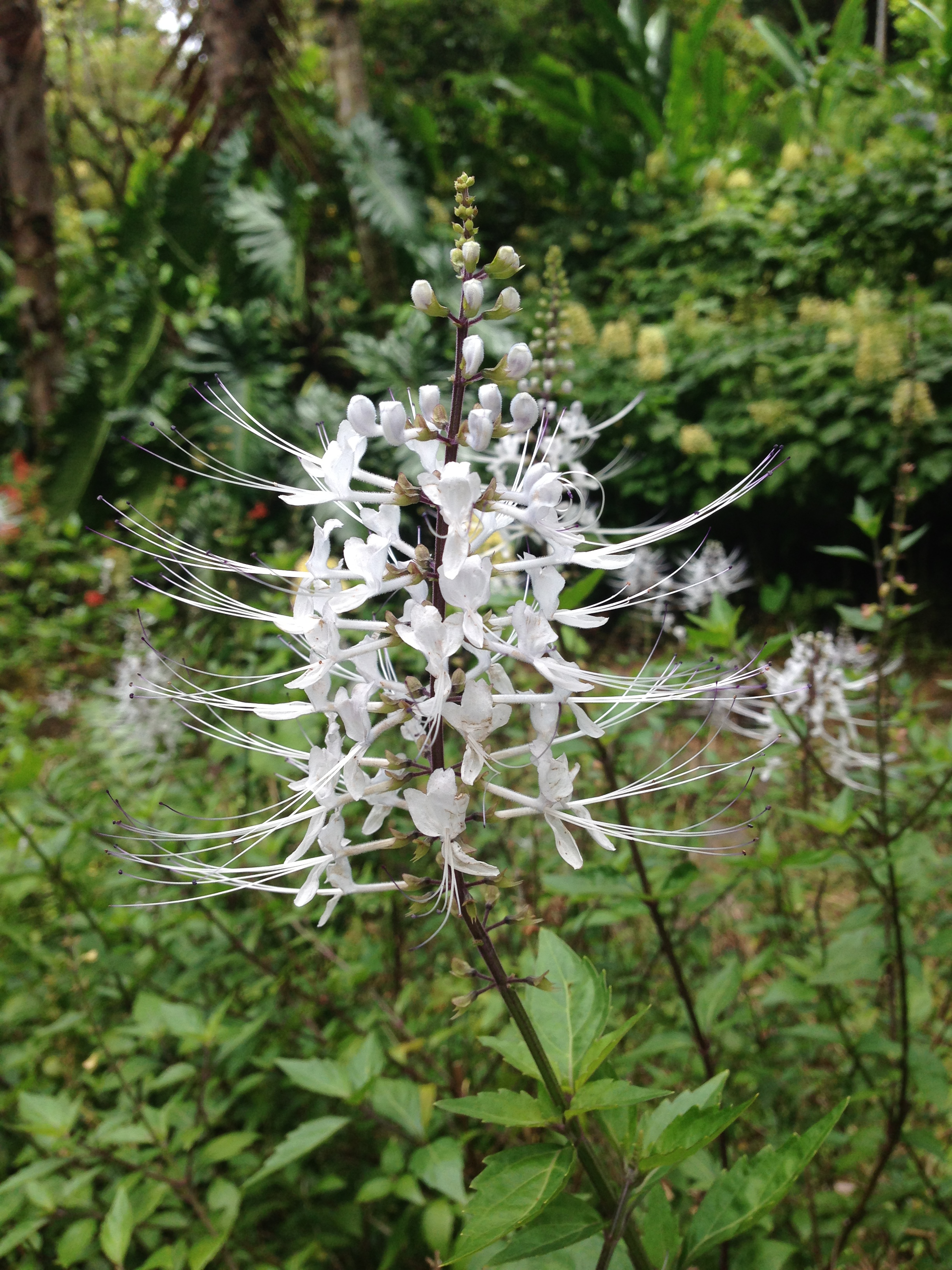
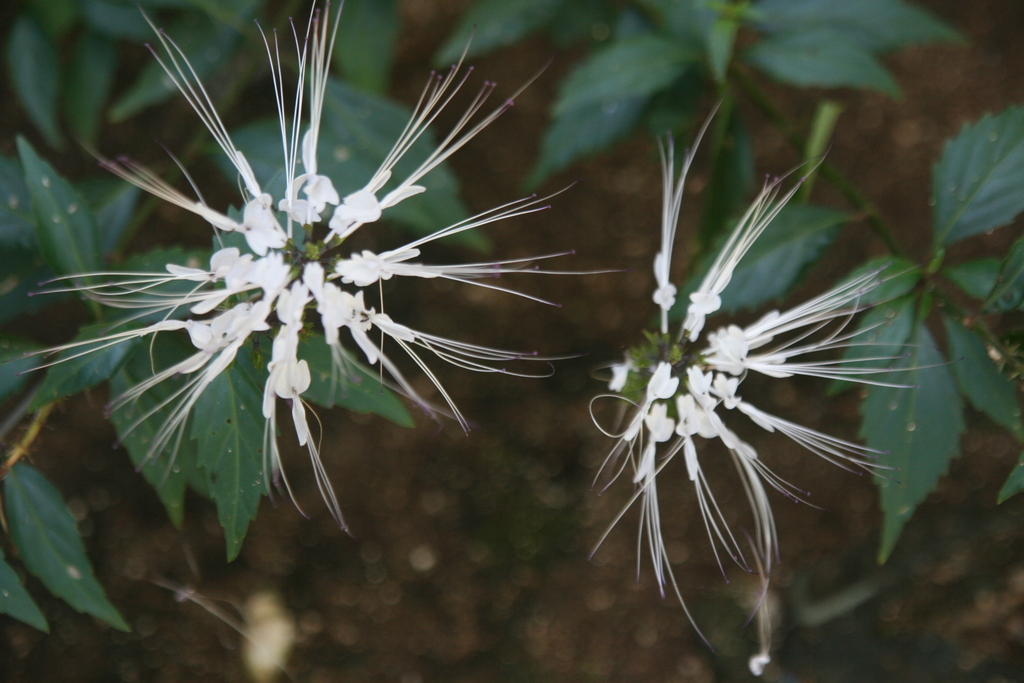

## Loài
Chi Orthosiphon gồm các loài:
Cây râu mèo (Orthosiphon stamineus)